# 小中野ぜんそく
小中野ぜんそく（こなかのぜんそく）は、青森県八戸市で1965年前後にかけて発生した大気汚染による集団喘息障害である。

## 原因
八戸市の急激な工業化で、工場の排煙処理施設が未整備だったことで発生した大気汚染。

## 症状
せきやたんがでて息苦しくなる。

## 被害の詳細
1965年頃からの工業化によって大気汚染が発生し、八戸市小中野地区の一部で、せきやタンが出るといった息苦しいなどの症状を訴えがではじめる。八戸市は公害調査をした結果、小中野地区の一部で高度の大気汚染があったこと、また繰り返し行われた健康調査でも呼吸器疾患の有疾率が高いことが実証された。
このことから「小中野ぜんそく」と命名された。
1970年に八戸市医療対策協議会が八戸市内の乳児・3歳児1,398人を対象に行った調査の結果、27.4％にあたる382人が大気汚染に起因すると思われる気管支ぜんそく・小児ぜんそくと診断されていたことが判明した。
被害は地域住民の健康だけでなく、市民の一般生活にも影響が及んでいた。当時の地域住民へのアンケートによれば、住居のトタン屋根が１年もしないうちに腐食するため、屋根の被害額だけで10万円にのぼる人もいれば、高価な植木が枯死するケースもあったという。

## 対策
1970年代に入り、1971年に八戸市公害防止条例が制定、1972年に八戸市と八戸製錬株式会社との間に公害防止の協定書が締結される等、行政による公害防止の対策が進んだ。
被害者への救済制度も1977年（昭和52年）から実施されるようになった。このなかには気管支ぜんそく、慢性気管支炎、ぜんそく性気管支炎、肺気腫などがあり、これらをふくめて小中野ぜんそくと称していた。